# Black Metal
Black Metal је други студијски албум Венома, којим је створен термин „блек метал“. Снимљен је 1982. Сматра се за један од најважнијих албума покрета екстремног метала, који је знатно утицао на тадашње треш, дет и блек метал сцене. Упркос томе што је од овог албума преузео основне теме и изглед, блек метал се временом као правац доста променио од концепције албума.

## Песме
1. on't Burn the Witch/At War With Satan (introduction)

На омоту албума насликан је Бафомет.